# ザ・コンサルタント
『ザ・コンサルタント』（原題: The Accountant）は、2016年製作のアメリカ合衆国のアクション映画。ベン・アフレック主演。
本作の続編『ザ・コンサルタント2』が2025年6月5日にAmazon Prime Videoにて配信された。配給はワーナー・ブラザースに代わり新たにAmazon MGMスタジオが配給する。

## あらすじ

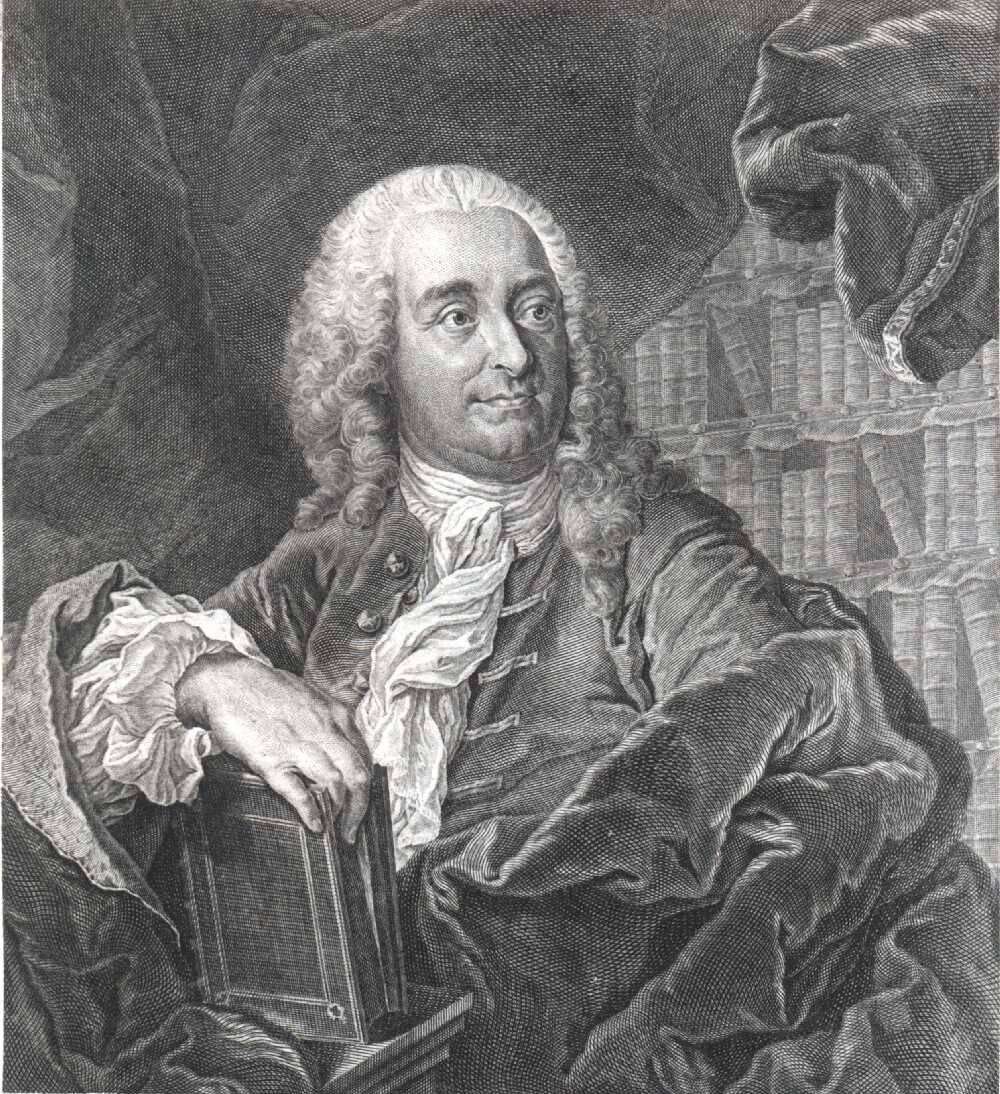
本物のクリスティアン・ヴォルフ
18世紀のドイツの哲学者・数学者。

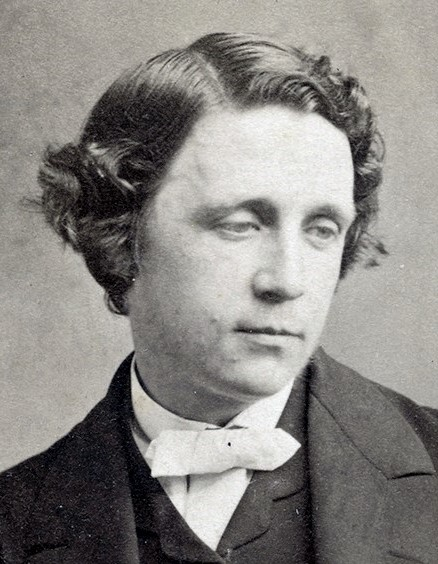
本物のルイス・キャロル
19世紀のイギリスの作家・数学者。「不思議の国のアリス」の作者としてよく知られている。

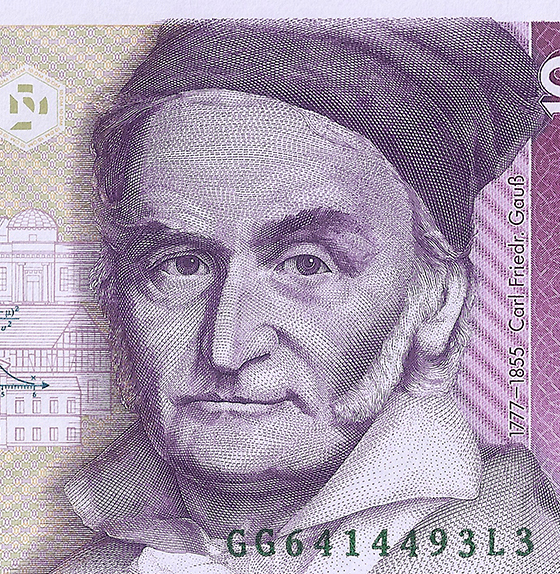
本物のカール・ガウス
19世紀のドイツの数学者、天文学者、物理学。

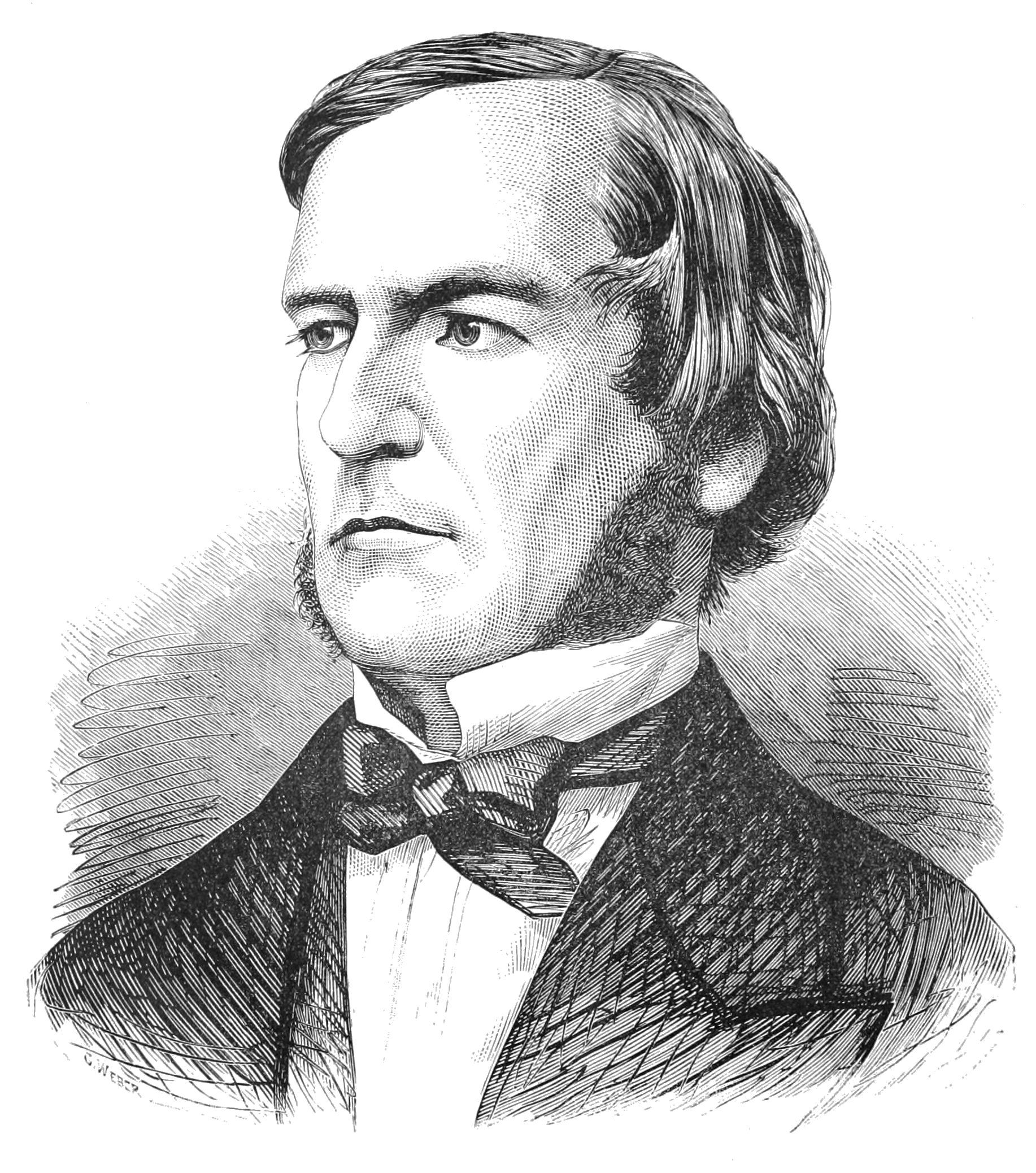
本物のジョージ・ブール
コンピュータ科学の基礎であるブール代数を考案した、19世紀の数学者。

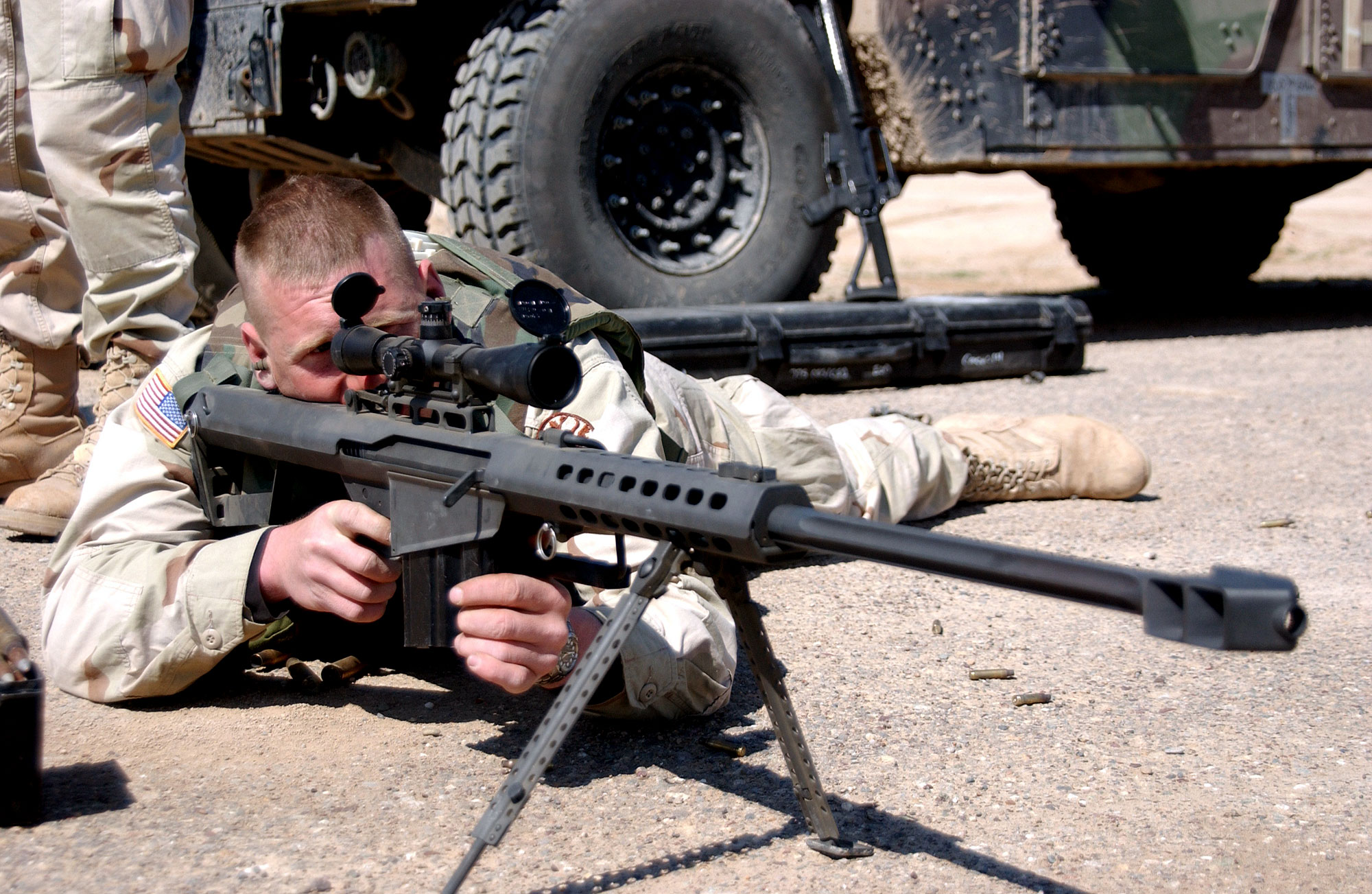
バレットM82
クリスティアンの使った銃の一つ。農場で1.5キロ離れたメロンを打ち抜いて見せた。

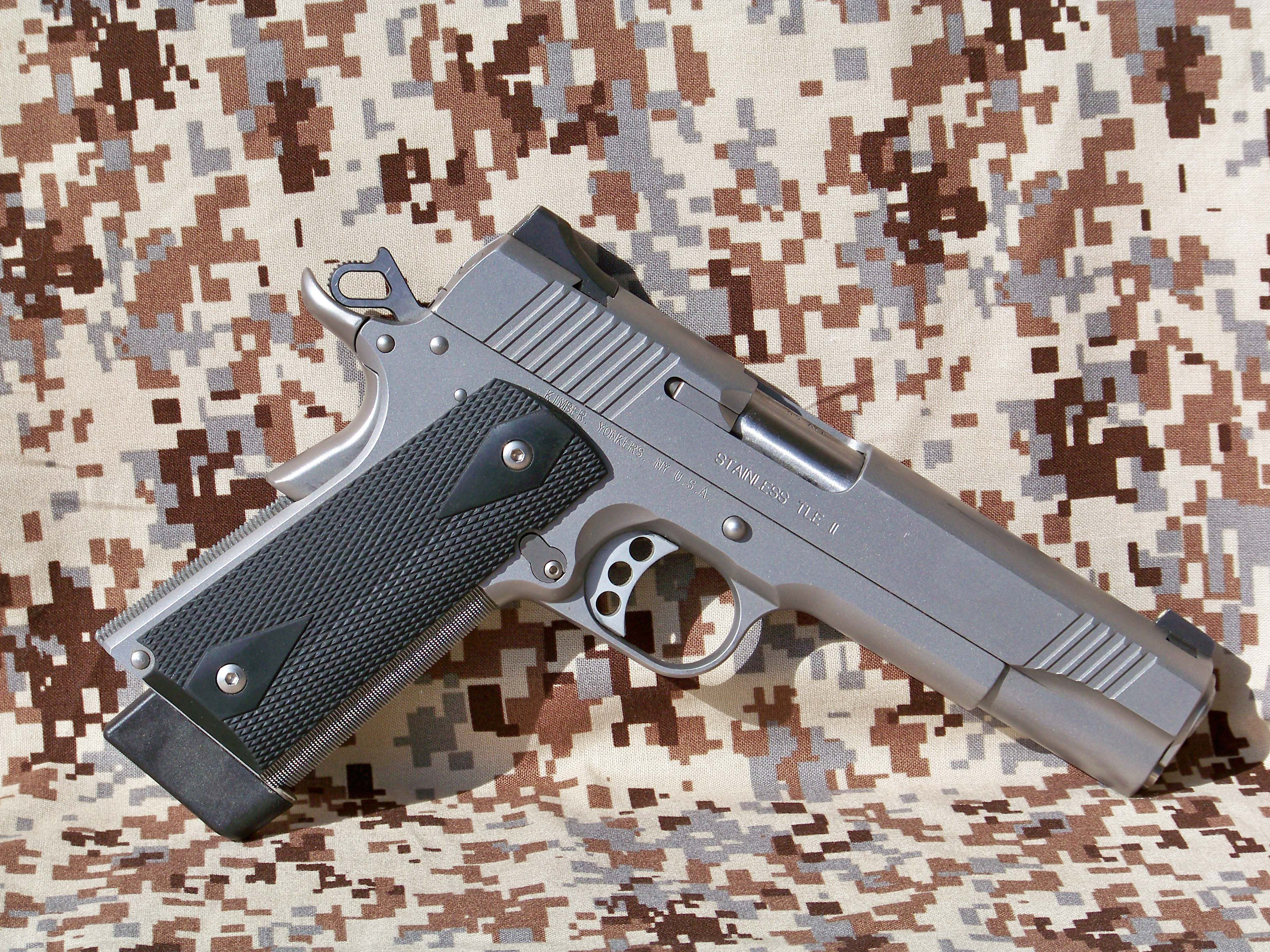
キンバーカスタムTLE II
デイナを助けに行くときにクリスティアンが使用している。

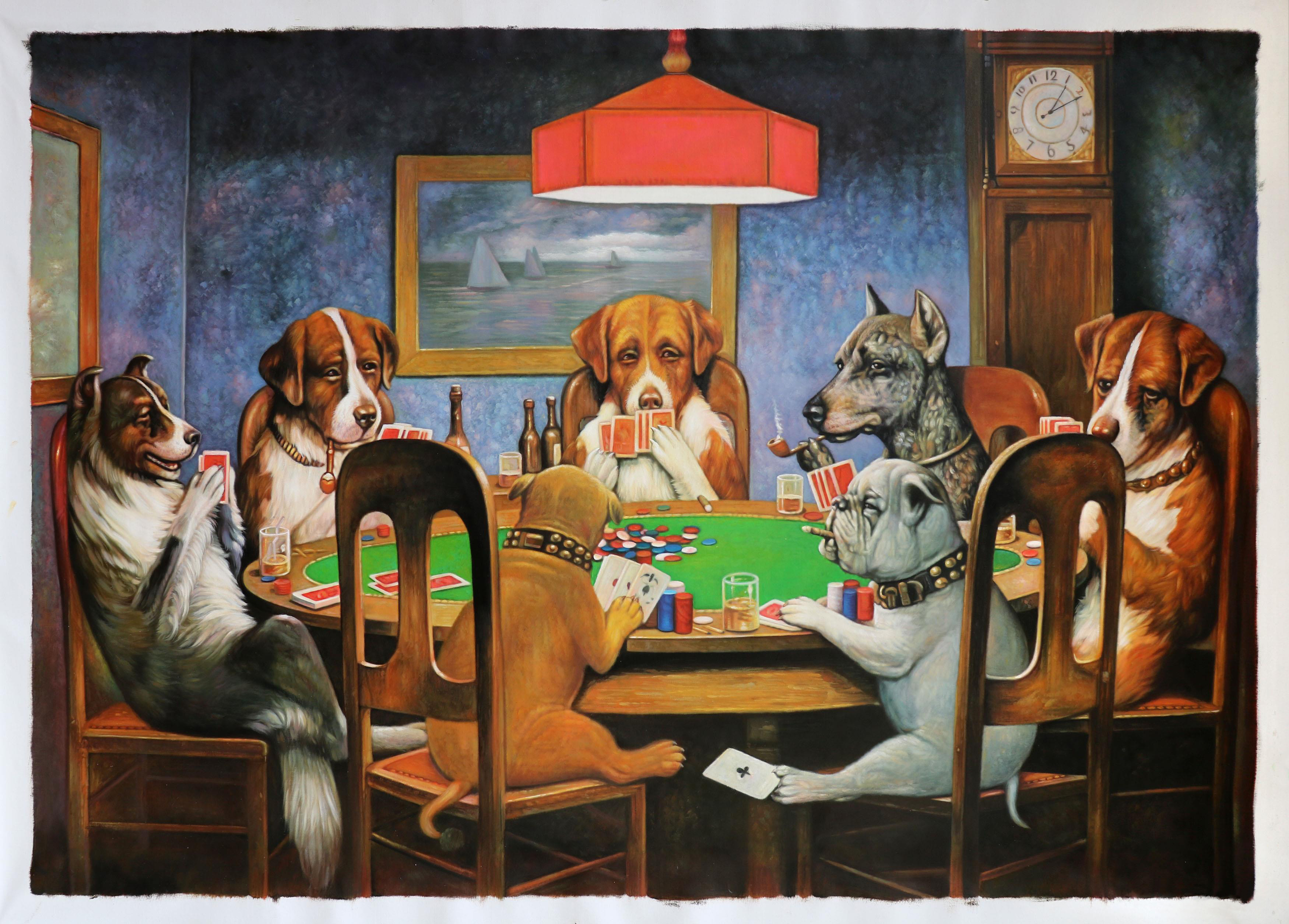
カシアス・マーセラス・クーリッジ『困っている友達』
クリスティアンがデイナに送った絵。『ポーカーをする犬』の連作のひとつ。手前の葉巻をくわえたブルドックが、エースのスリーカードを持った隣のプレーヤーにクラブのエースを渡そうとしている。

1989年、ハーバー神経学研究所にて男の子はソロモン・グランディの歌詞を唱えながらジグソーパズルの箱を開封していた。その子を見ながら母親と父親、研究所の神経学者が話をしている。母親は友達と言えるのは弟だけだと訴え嘆いている。神経学者はこの研究所では人生を過ごすために必要な技術を身に着けさせる教育がテーマであり、この夏はこの研究所の落ち着いた環境で過ごさせてみることを勧める。しかし、軍人である父親は世の中は落ち着いた環境などではなく、厳しい環境の中で過ごすことを学ばなければならないと言って反対した。その時、ジグソーパズルをしていた男の子はパズルの最後のピースが見つからないと大騒ぎを始めた。ソロモン・グランディを唱えながらひどく動揺しながらピースを探す。弟も探そうとしたが、先に見つけたのは同じ部屋にいた自閉症の女の子のジャスティンであった。ジャスティンはピースを男の子に差し出し彼は落ち着きを取り戻した。完成したパズルは一見すると灰色一色であったが、裏から見るとモハメド・アリの写真であった。男の子はジグソーパズルを裏返しにしたまま完成させたのであった。
時は流れ現在、その男の子、クリスチャン・ウルフは逞しい青年に成長し会計士として働いていた。自宅のほかに貸倉庫にトレーラーハウスを持っており、そこにポロックの絵（Free Form〈1946〉）をはじめとする高価な美術品、コレクターズアイテム、現金、金の延べ棒、各種の武器を保管している。クリスチャンには彼への仕事の依頼や財産の処分などをマネージしてくれる女性の仲間がおり、いつも電話で連絡をしてくる。彼女は「たまには合法的な仕事もしてみよう」と言い、リビング・ロボティクス社の依頼した使途不明金に関する会計調査の仕事を紹介した。リビング・ロボティクスの重役たちは使途不明金の存在にさえ懐疑的でクリスチャンに不愉快そうな態度を見せたのだが、社長のラマー・ブラックバーンは彼に対して友好的であった。彼は自分は結婚もしなかったし、子供もおらず、会社が自分の子供なんだとクリスチャンに語る。また、経理部員の女性で使途不明金を見つけたと主張しているデイナ・カミングスとは親しく話をするようになった。デイナは本当は美術史を勉強したかったのだが父親に強く反対されたという。父親が好きな絵と言えば『ポーカーをする犬』くらいのものだったと馬鹿にしたように言った。デイナは彼の言動や凹んだ水筒を持ち歩いていることを不自然に思いながらもクリスチャンに信頼を寄せるようになる。
金融犯罪取締ネットワーク部局（FinCEN; Financial Crimes Enforcement Network）の長官、レイモンド・キングはオフィスに分析官のメリーベス・メディナを呼び、“会計士”と呼ばれている男の調査を頼んだ。この“会計士”は世界中の様々な犯罪組織の会計業務を請け負っている男である。カール・ガウス、ルー（＝ルイス）・キャロルなどの偽名を使ったことは分かっていたが、“会計士”は非常に用心深く、その正体を暴くための有用な手がかりはほとんど残していなかった。メディナは“会計士”が関わったとされる事件の監視記録を警察から手に入れた。その監視記録は犯罪組織ガンビーノ一家のアジトとなっているイタリアンレストランを“会計士”が一人で襲撃し、7人のギャングを皆殺しにした時のものであった。メディナは“会計士”がソロモン・グランディを口ずさんでいることに気付き、その声の特徴から“会計士”が子供のころ発達障害のあった者だということを突き止める。
リビング・ロボティクス社の会計記録は膨大な量であったが、クリスチャンはわずかな時間で使途不明金の存在を突き止める。ところがその夜、リビング・ロボティクス社のCFO、エド・チルトンはブラクストンという男に自殺を強いられて亡くなった。ブラクストンは暴力的なやり方で企業間のトラブルを解決することを生業としていた。エド・チルトンの突然の死によってクリスチャンの使途不明金の調査は有無を言わさず打ち切られてしまう。その後、クリスチャンは農場で射的をしている最中にブラクストンの配下の二人の男に襲撃される。彼はこれを返り討ちにするが、同時に調査に関わっていたデイナも命を狙われていることを知る。そこで、クリスチャンはクリスチャン・ウルフの名を捨ててジョージ・ブールに名を変えることにした。そして、デイナのアパートに向かい暴漢に襲われているデイナを助け出し、二人は貸し倉庫のトレーラーハウスに身をひそめる。そこに保管されている美術品、大量の現金、銃器などを見てデイナは驚く。そして、天井に飾られている絵を見て本物のポロックかと聞くが、クリスチャンはそれには答えなかった。
逃亡先のホテルでクリスチャンとデイナは、リビング・ロボティクス社の社長以下の重役たちが不正に会社の利益を隠していると見当をつけ、社長の姉であるリタが重要な役割を演じていると考えた。クリスチャンはリタの自宅に向かったが、リタはすでにブラクストンに殺された後だった。ホテルに帰ったクリスチャンはデイナの寝顔を見ながら「お前が他人と違っているということを、遅かれ早かれ人は恐れるのだ」と父親が言った言葉を思い出していた。
メディナは“会計士”は有名な数学者の名前を偽名に使っており、現在はクリスチャン・ウルフを名乗っていることを突き止めた。クリスチャンは目立たないようにいくつかの企業に利益を分散し、またハーバー神経学研究所に多額の寄付もしていた。メディナとキングはクリスチャンの自宅に乗り込むが家はもぬけの殻であった。しかし、彼女は至る所に監視カメラや武器があるのを発見し、このクリスチャン・ウルフが“会計士”であると確信する。この報告を聞いたキングは何か覚悟を決め、自身のキャリアについて、そしてクリスチャンについてメディナに話して聞かせた。
キングはガンビーノ一家が襲撃された時に現場に居合わせ、“会計士”と遭遇していたのであった。キングは銃を向けられながらも“会計士”と言葉を交えた後に彼に見逃がされる。その後、キングは“会計士”の助手を名乗る女性から次々と裏社会の重大事件についての情報を伝えられ、キングはこれらの事件を解決に導いた功績で局長に就いたのであった。そして、かつてウルフという兵士が、とある女性の葬儀で騒ぎを起こして逮捕されたこと、ウルフはその能力を見込まれワシントンDCの拘置所に移送されたこと、彼と同房だったフランシスが裏社会のあらゆる資金洗浄を取り仕切っていたこと、フランシスは出所直後にガンビーノ一家に殺害されたこと、ウルフが脱走したのはそれを聞いた直後だったこと、そして、レストランの襲撃事件はその後に起きたことをキングは話す。メディナは“会計士”の助手から電話を受け取る役目を引き継ぐことを促されるが悩み、断わろうとする。しかし、その時“会計士”の助手からリビング・ロボティクス社の不正についての電話がかかり、メディナは決断を下すこととなる。
ブラクストンはリビング・ロボティクス社の社長の自宅で数人の部下とクリスチャンを待ち構えていた。夜になり、クリスチャンは社長宅に侵入し、ブラクストンの部下を次々と倒していく。しかし、クリスチャンも負傷し、自分を落ち着かせるためにソロモン・グランディの歌詞を唱え始める。それを監視モニターを通して聞いたブラクストンは驚いた表情でクリスチャンのところに駆け寄り、彼と撃ちあっていた部下を自ら射殺し戦闘をやめさせる。ブラクストンを見たクリスチャンも唖然とする。ブラクストンはクリスチャンの弟であった。意外な成り行きに驚くブラックバーンであったが、クリスチャンはデイナまで殺させようとしたブラックバーンを躊躇することなく撃ち殺す。そしてブラクストンとは再会を約束して別れた。
後日、メディナは一介の分析官から調査官へと格上げになり、リビング・ロボティクス社による犯罪の調査の指揮を執ることになった。かつてクリスチャンとブラクストンが訪れたハーバー神経学研究所では、大人になったジャスティンが高性能コンピュータを操っていた。コンピュータの発するマシンボイスはまさに"会計士"の助手の声そのものだった。デイナはクリスチャンの貸倉庫に行ってみたが中は空だった。その後、デイナのもとに『ポーカーをする犬』が送られてきた。彼女はキャンバスの不自然さに気付き絵画を剥がしてみると、その下にはポロックの絵画が隠されていた。クリスチャンはトレーラーハウスを引きながら車でどこかへと去っていくのであった。

## キャスト
※括弧内は日本語吹替
- クリスチャン・ウルフ - ベン・アフレック（小原雅人）

公認会計士。しかし、裏では殺し屋の顔を持つ。
- デイナ・カミングス - アナ・ケンドリック（小笠原亜里沙）

経理担当。真面目で優秀。
- メリーベス・メディナ - シンシア・アダイ＝ロビンソン（木下紗華）

財務省の分析官。実は成敗が理由とはいえ逮捕された過去がある。キング局長からの依頼を受け、"会計士"を追う。
- レイモンド・キング - J・K・シモンズ（壤晴彦）

財務省金融犯罪取締ネットワーク部局局長。かつては、出世とは無縁の平凡な捜査官だった。ある事件をきっかけに独自の情報源を得たことで現在の地位まで上り詰めた。
- ブラクストン - ジョン・バーンサル（阪口周平）

ウルフの弟。欧州の企業を中心とした顧客に持つ民間警備会社を運営しており、脅迫や暗殺などを請け負っている。兄とは音信不通だった。
- フランシス・シルヴァーバーグ - ジェフリー・タンバー（堀越富三郎）

かつて、闇組織の会計などを担当していた。命を狙われたため、自ら刑務所に入ったが、出所後に惨殺される。獄中で、ウルフにマネーロンダリングの情報や手法を叩き込んだ。
- ラマー・ブラックバーン - ジョン・リスゴー（安原義人）

リビング・ロボティクス社の社長。クリスチャンに会計調査を依頼する。
- リタ・ブラックバーン - ジーン・スマート（吉田麻実）

ラマーの妹。頭を撃たれて殺害される。
- エド・チルトン - アンディ・アンバーガー（英語版）

リビング・ロボティクス社の最高財務責任者。インシュリンの過剰摂取で亡くなる。
- ジャスティーン - アリソン・ライト（英語版）（半場友恵）

先天的な言語障害を抱えている。
- 神経学者 - ジェイソン・デイヴィス（水口侑一）

クリスチャンの両親から相談を受けた。
- クリスチャンの父 - ロバート・C・トレヴァイラー（中村章吾）
- クリスチャンの母 - メアリー・クラフト（櫻庭有紗）
- 少年期のクリスチャン - セス・リー
- クリスチャンの弟 - ジェイク・プレスリー
- 少女期のジャスティーン - イジー・フェネック
- フランク・ライス - ロン・プラザー（宮崎敦吉）
- ドローレス・ライス - スーザン・ウィリアムズ（岸本百恵）
- 日本語吹替版その他：德石勝大、品田美穂、山田浩貴、岡井カツノリ、菊地達弘、橘潤二

- 日本語吹替版制作スタッフ 演出：打越領一、翻訳：後藤理絵、制作：ACクリエイト